# Maria Bueno
Maria Esther Andion Bueno (São Paulo, 11 de octubre de 1939-São Paulo, 8 de junio de 2018) fue una tenista brasileña. De acuerdo a sus títulos obtenidos, es reconocida como la «mejor tenista latinoamericana mujer en la historia».

## Carrera deportiva
Maria comenzó a jugar tenis siendo muy joven y sin recibir entrenamiento profesional ganó su primer torneo a la edad de 12 años. A los 14 consiguió la victoria en el campeonato de tenis de Brasil, en individual femenino. Uniéndose al circuito internacional, en 1958 ganó en el Abierto de Italia el título en individual, el primero de 19 títulos en Grand Slam. También ganó el doble femenino en el Campeonato de Wimbledon con la estadounidense Althea Gibson. Al año siguiente ganó su primer título en individual en Wimbledon, derrotando a la norteamericana Darlene Hard, 6-4, 6-3, en la final.
A partir de allí siguió hasta obtener el título en individual en el Abierto de Estados Unidos, llegando al puesto número 1 del ranking en 1959 y obteniendo el premio "Associated Press Female Athlete of the Year". En su país de origen se convirtió en una heroína nacional, el presidente de la nación le rindió homenaje.

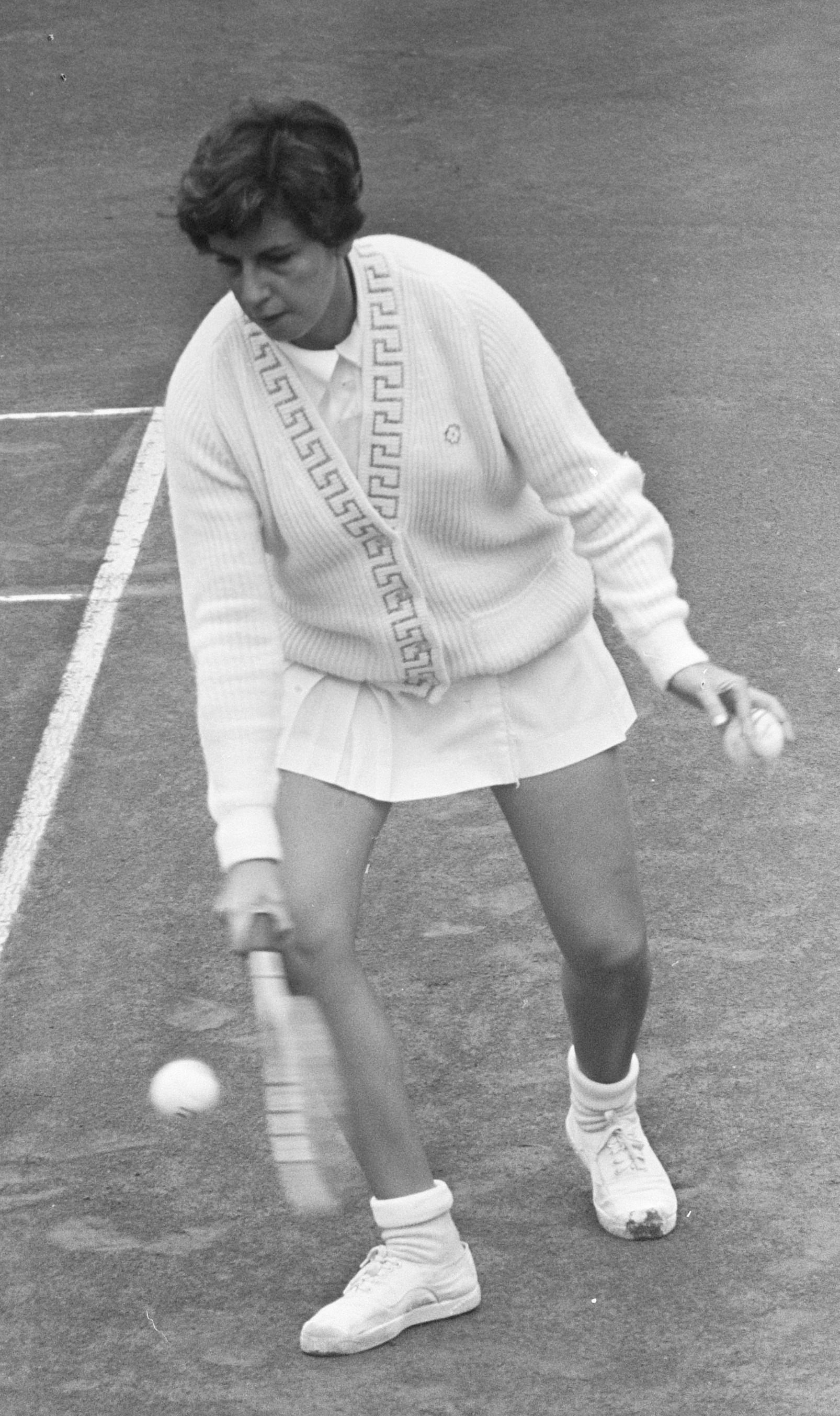
Bueno en un torneo en los Países Bajos en 1964.

Maria Bueno fue número uno de la clasificación mundial en los años 1959, 1960, 1964 y 1966, durante los cuales ganó los títulos en individual en Wimbledon tres veces y cuatro veces en el Abierto de los Estados Unidos. Quedó afuera en el Abierto de Australia y en el Abierto de Francia, perdiendo en la final ambas veces contra su gran rival Margaret Smith-Court.
Como jugadora de dobles, nunca fue segunda, ganó 12 campeonatos con seis parejas diferentes. En 1960 ganó el Grand Slam en dobles. Lo consiguió a pesar de haber estado muy enferma de hepatitis, lo que le quitó mucha de su fuerza.
En 1978, Maria Bueno fue aceptada en el Salón Internacional de la Fama del tenis. Practicó el tenis hasta un año antes de su fallecimiento, ocurrido el 8 de junio de 2018 a causa de un cáncer de labio.

## Títulos de Grand Slam

### Campeona individuales (7)
| Año  | Torneo    | Oponente                 | Resultados    |
| 1959 | Wimbledon | Darlene Hard             | 6-4, 6-3      |
| 1959 | US Open   | Christine Truman         | 6-1, 6-4      |
| 1960 | Wimbledon | Sandra Reynolds          | 8-6, 6-0      |
| 1963 | US Open   | Margaret Court           | 7-5, 6-4      |
| 1964 | Wimbledon | Margaret Court           | 6-4, 7-9, 6-3 |
| 1964 | US Open   | Carole Caldwell Graebner | 6-1, 6-0      |
| 1966 | US Open   | Nancy Richey             | 6–3, 6–1      |

### Campeona dobles (11)
- Abierto de Australia: 1960
- Abierto de Francia: 1960
- Wimbledon: 1958, 1960, 1963, 1965, 1966
- Abierto de los Estados Unidos: 1960, 1962, 1966, 1968

### Campeona dobles mixto (1)
- Abierto de Francia: 1960